# Mercedes Benz Fashion Week
La Mercedes-Benz Fashion Week és una sèrie de setmanes internacionals de la moda patrocinades per Mercedes-Benz, en la que destaquen dissenyadors com Rosenthal Tee, Mary Katrantzou i David Koma. Durant deu anys, la Tokyo Fashion Week va portar el nom de Mercedes-Benz fins que, el 2016, Amazon en va assumir el patrocini. Entre les Mercedes-Benz Fashion Weeks més notables s'inclouen esdeveniments a ciutats com Madrid, Berlín, Geòrgia, Miami, Rússia, Istanbul, i Mèxic.
Per la passarel·la Mercedes-Benz Fashion Week Madrid han desfilat models com Claudia Schiffer, Elle Mcpherson, Esther Cañadas, Judit Mascó, Linda Evangelista, Nieves Álvarez, Paula Cisneros, Pilar Rubio o Winnie Harlow; actrius com Ester Expósito o Blanca Suárez; cantants com Miguel Bosé, Luz Casal; futbolistes com Dani Alves o Guti; personatges mediàtics com Georgina Rodríguez o Sara Carbonero; membres de la reialesa i noblesa com la Reina Letícia, la Duquessa d'Alba, i polítics com Pedro Sánchez o Cristina Cifuentes.